# شهرستان کراپینا-زاگوریه
کراپینا-زاگریه (به لاتین: Krapina-Zagorje County) یک شهرستان در کرواسی است.

## خصوصیات
کراپینا-زاگریه ۱٬۲۲۹ کیلومترمربع مساحت و ۱۳۲٬۸۹۲ نفر جمعیت دارد.